# Caimento

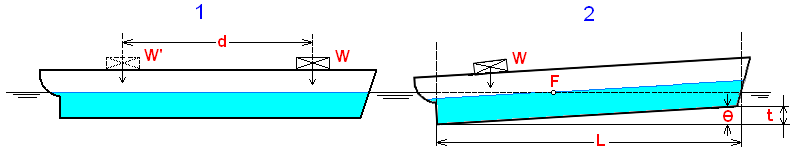
Navios com caimento neutro (esquerda) e caimento positivo (direita), correspondendo θ ao ângulo de caimento.

O caimento, compasso ou trim constitui a inclinação longitudinal de um navio para uma das suas extremidades (proa ou popa). 
Corresponde, mais precisamente, ao ângulo entre a linha de construção do navio e a sua linha base, numa dada condição de carga, medido pela diferença entre imersões à vante e à ré, corrigido pelo caimento de traçado. 
O caimento é positivo quando o calado na quilha à ré é superior ao calado na quilha à vante, ficando assim o navio inclinado para a ré. Nestas condições, diz-se que um navio está apopado, derrabado ou que tem caimento pela popa.
O caiamento será negativo, na situação inversa, estando o navio inclinado para a vante. Diz-se então que o navio está de proa, abicado ou que tem caimento pela proa.